# Front Narodowego i Socjalistycznego Wyzwolenia Kanaków
Front Narodowego i Socjalistycznego Wyzwolenia Kanaków (fr. Front de libération nationale kanak et socialiste, FLNKS) – sojusz polityczny założony w 1984 roku przez liderów Kanaków zamieszkałych na terytorium Nowej Kaledonii, opowiadający się za niepodległością wysp Nowej Kaledonii od Francji. 

## Powstanie
Powstanie sojuszu było odpowiedzą na sytuację materialną i polityczną rdzennych mieszkańców wysp Nowej Kaledonii. Pomimo starań Związku Nowokaledońskiego – partii założonej w 1951 roku przez rdzennych Melanezyjczyków, która wymusiła pewne ustępstwa polityczne, Kanakowie wciąż pozostawali najbiedniejszą grupą ludności zamieszkującą wyspy, żyjącą w bardzo trudnych warunkach, o wysokim stopniu bezrobocia. W latach 80. liderzy Kanaków uznali zerwanie związków z Francją oraz uzyskanie niepodległości za najważniejszy cel swojej działalności, co w efekcie skutkowało powstaniem sojuszu.

## Działalność
FLNKS w czasie swojej działalności zbojkotował lokalne wybory oraz referendum, a także odrzucił przyznanie wyspie statusu ograniczonej autonomii wewnętrznej. Sojusz odpowiedzialny był również za ataki terrorystyczne i rozlewy krwi. W wyniku powstałego konfliktu i masowych protestach Kanaków w lutym 1998 roku, wkrótce odbyło się referendum dotyczące zwiększenia autonomii wyspy, w którym 72% opowiedziało się za zwiększeniem autonomii.
W wyborach parlamentarnych 9 maja 2004 FLNKS zdobył 13,7% głosów, co dało mu 8 mandatów w 54-osobowym Kongresie Nowej Kaledonii.

## Nazwa
Na oznaczenie tego ruchu używa się również określeń Socjalistyczny Front Narodowego Wyzwolenia Kanaków oraz Narodowy Front Socjalistycznego Wyzwolenia Kanaków.